# Pericoma complexa
Pericoma complexa és una espècie d'insecte dípter pertanyent a la família dels psicòdids que es troba a Nord-amèrica: Idaho (els Estats Units).